# Luigi Cavalli
Luigi Cavalli (San Nazario, 7 aprile 1839 – Vicenza, 17 novembre 1924) è stato un politico italiano.